# منتزعة الكبريت محبة الحديد
منتزعة الكبريت محبة الحديد (الاسم العلمي: Desulfovibrio ferrophilus) هي نوع من البكتيريا، سلبية الغرام، تتبع جنس منتزعة الكبريت.